# Divadlo Jiřího Wolkera
Divadlo Jiřího Wolkera (DJW) navazovalo na činnost Pražského dětského divadla, založeného v roce 1935 režisérkou a herečkou Mílou Mellanovou. Prvním ředitelem byl Miroslav Stehlík. Divadlo vzniklo za účelem položení základu stálého profesionálního divadla pro děti a mládež v Praze. Divadlo vystřídalo do svého přejmenování na DJW v roce 1953 řadu názvů a adres. Po 2. světové válce sídlilo v budově bývalé Velké operety a dnešního Divadla v Dlouhé a v sedmdesátých letech se přesunulo do prostor Divadla Komedie. Zde sídlilo od roku 1972 do roku 1979. V letech 1991 až 1996 hrálo pod jménem Divadlo na Starém Městě. Zaniklo v roce 1998.

## Poválečná činnost
Po roce 1948 bylo velmi tendenčně zaměřené – to znamenalo, že mladé diváky přesvědčovalo o správnosti komunismu a budování socialismu (v uvedených citacích z ročenek DJW je zřejmé, jakým směrem se divadlo ubíralo). Ze začátku se divadlu nedařilo příliš dobře, ale časem se dostalo na přední místa pražských stálých scén. Získalo například Cenu hlavního města Prahy v roce 1960 nebo uzavřelo Přátelskou smlouvu s drážďanským Theater der Jungen Generation od roku 1957. Divadlo bylo neustále ve styku s pedagogy, aby co nejlépe mohli ovlivňovat mladé lidi.

## Repertoár
Mezi hrané tituly patřily například Strakonický dudák/ J. K. Tyl (premiéra 29.9.1950), My, pionýři / V. Ballonová (7.3.1951), Čuk a Gek /A. Gajdar (21.2.1953) a mnoho dalších.
Za svého "patrona" si v roce 1953 zvolilo básníka Jiřího Wolkera, který sympatizoval s levicovým smýšlením, přestože sám pocházel z dobře situované rodiny. V Divadle Jiřího Wolkera se hrály pohádky a příběhy pro děti a mládež do 14 let. Produkce padesátých let byla poznamenána schematismem a napomáhala výchově dětí v duchu kolektivistických idejí. V éře totality byly návštěvy do tohoto divadla povinné.

## Uvolnění v Divadle Jiřího Wolkera
Později nastoupil jako ředitel V. Adámek (1957–74) a dramaturg J. Fixa (1959–65), což znamenalo uvolnění; do repertoáru se vybíraly méně tezovité inscenace , které vycházeli z aktuální a klasické dramatiky, kde bylo tématem problematika mládeže. V roce 1974 se stal ředitelem herec Karel Richter, který setrval v této pozici až do roce 1990 (a pak odešel do důchodu). Spolupracoval s ním režisér Miroslav Vildman (v letech 1975–90) a dramaturg Bohumil Nekolný (1975–88), pokračovali v zavedené dramatice klasického rázu a svůj výběr inscenací rozšířili o další světové autory (William Shakespeare: Zkrocení zlé ženy, 1978, Goldoni: Poprask na laguně, 1978, Čapkové: Ze života hmyzu, 1979) a dali divadlu muzikálovější hudebnější nádech, jenž zatraktivnil představení hraná mládeži (Ulrych-Poštulka: Dynamit 18, 1976).
Se zrušením Státního divadelního studia v roce 1980 došlo k administrativnímu spojení divadla se Studiem Ypsilon, scény však pracovaly samostatně.

## Po roce 1989
Ředitel Richter odešel do důchodu v roce 1990. V roce 1991 nastoupil ředitel J. Řeřicha (divadlo změnilo název na Divadlo na Starém Městě). Řada dlouholetých členů souboru však odešla. V roce 1995 byl prozatímním ředitelem jmenován F. R. Čech, v roce 1996 D. Šálková, se kterou přišla do divadla skupina odštěpená z divadla Labyrint a skupina Jana Borny z Dejvického divadla. V Dlouhé ulici působil zbytek divadla do roku 1996, pak pokračoval pod vedením G. Bubníka jako Divadlo Jiřího Wolkera v Divadle U hasičů, uvedl však jen jedinou premiéru a z ekonomických důvodů prostory opustil a věnoval se zájezdům. V dubnu 1998 soubor definitivně ukončil činnost.

## Citace z poválečných ročenek
„Jiří Wolker dokazuje svým dílem, že umělec – socialista, právě proto, že má rád život, lidi, přírodu a těší se z radostí života, musí umět také nenávidět. Nenávidět svět kapitalismu. Jiří Wolker nás učí, že jen srozumitelné umění, které slouží pokroku a dělnické třídě, má právo na život.“
„Protože divadlo nemůže působit na mladého návštěvníka soustavně, usiluje o to, aby každá jeho návštěva byla pro něj co nejsilnějším zážitkem. Svým repertoárem a jeho scénickou realizaci se divadlo snaží přispět co nejúčinněji ke komunistické výchově nových generací. Přitom by bylo chybou, aby mělo jednotvárný, pro mládež málo zajímavý, nebo dokonce nudný repertoár. Proto chce usilovat o co největší tematickou a žánrovou pestrost.“